# Ацангуара

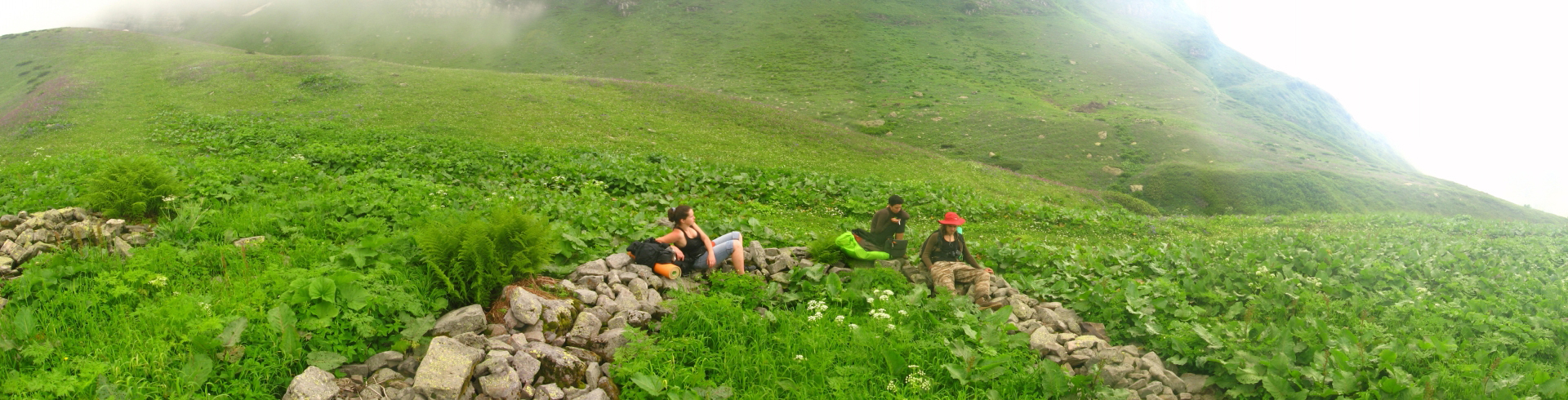
Привал біля Ацангуари

Ацангуара (абх. «огорожа карликів») — древня кам'яна споруда, що знаходяться в зоні альпійських лугів. Ацангуари фіксуються всюди, де існують сприятливі умови для випасу худоби. Неодмінними умовами для спорудження ацангуар була близькість води, інколи — лісу, а також наявність джерел будівельного каменю.

## Археологічні дослідження
Тематика ацангуарів в Абхазії цікавила багатьох археологів. Вперше питанням вивчення ацангуарів зайнявся у 1892 році ботанік М. М. Альбов. В 70-х роках XX століття ацангуари досліджував вчений, історик і археолог Ю. М. Воронов, який зробив значний внесок у вивчення цього питання.
Важкі шляхи до альпійських луків Абхазії. Часто не менше дня йде на те, щоб зі спеки субтропіків через густий ліс, по тінистих ущелинах і крутих скелястих гребенях, перейти в царство прохолодних трав'янистих висот. Гігантські ялиці залишаються позаду, колом панорами хребтів і вершин з плямами білих снігів, далеко морські далі, змикаються з небом, а під ногами вузенька звивиста стежка, яка йде то вгору, то вниз, кудись убік, неминуче приводячи до криниці, поблизу якого зазвичай видно і балаган — дерев'яний пастушачий будиночок з навісом. Гостинні пастухи винесуть вас кухоль мацоні (кислого молока) і шматок сулугуні, чудового гірського сиру, і, звичайно, розкажуть, де тут красиве озеро, де цікава печера, а де «огорожа карликів»— Ю. М. Воронов
.
Всього на території республіки знайдено до 400 «ацангуар», побудованих в стародавні часи в альпійській зоні та на перевальних дорогах гірської Абхазії. Вивченням ацангуар в районі Сочі ніхто серйозно не займався. Частково були досліджені ацангуари на хребті Ачишхо, згадувалися місцезнаходження в інших районах, але вони не досліджувалися. У 1992 року були обстежені альпійські луки в районі гори Чура, на хребтах Ачишхо, Аибга, Аішха, в районі озера Кардивач, біля гори Чугуш. Були виявлені комплекси ацангуарів, раніше невідомі. Зроблені всі необхідні виміри, схеми, описи, фотографії, відеозаписи. Планується роботу продовжити. Напередодні дня народження відомого абхазького вченого — історика і археолога Юрія Миколайовича Воронова в науково-культурному центрі, що носить його ім'я, в травні 2013 року відбулося обговорення документального фільму про ацангуари «Незагублений світ». Фільм демонструвався на російському телеканалі «Культура» в рамках циклу пізнавально-пригодницьких програм проекту «Шукачі».

## Опис
Головне місце в кожному з ацангуарних комплексів займала житлова споруда — «будинок пастуха», що являє собою зазвичай прямокутне приміщення з корисною площею від 8 до 20-25 кв. м, зі стінами товщиною до 1,5-2 м при висоті (сучасний стан) до 1,2-1,5 м, вхід обов'язково вузький (до 0,4-0,5 м). «Будинок пастуха» може стояти відокремлено, але частіше його оточують різні службові прибудови для зберігання продуктів, начиння і утримання молодняку. Житловий комплекс оточують загороди, які часто займають велику площу (до 1500—2000 кв. м). Інколи ацангуари утворюють ціле селище — «місто карликів», що включає до 15-20 житлових приміщень. Одним із найбільших «міст карликів» стало поселення, яке виявлено серед безлічі скель і осипів, в околицях високогірного озера Мзи. На тлі зеленої трави виділяються кілька десятків ацангуарів, з'єднаних між собою численними огорожами. Протяжність стін «міста» перевищує два кілометри.
Житлові будинки споруджені за допомогою техніки «панцирна кладка насухо». Тобто, великими уламками облицьовували, дрібнішими — забутовували. Зсередини стіни зазвичай робилися рівними, зовні вони помітно розширювалися до цоколя. Кладкою підкреслювали дверні рама. Для дверей використовували камені великих розмірів, а іноді застосовували вертикально поставлені плити. Фундаменти в ацангуарах відсутні, кладка стін починається від поверхні ґрунту. Дах напевно робився з дерева або шкур. Абхазькі старожили стверджують, що їхні прадіди особисто бачили збережені дерев'яні дахи будиночків для пастухів. Замість черепиці стародавні люди використовували ялицеве дерево, яке колеться на абсолютно рівні вузенькі смужки й при цьому дерево досить міцне і не гниє. Подібний спосіб укладання даху будівель і зараз широко використовується в Абхазії.
Стіни господарських будівель буди нижчими та тоншими, але мали ту ж структуру, що й житлові будинки та складались із дрібнішого каменю. Огорожі для худоби зводилися зазвичай з великих уламків каменю в один, рідше в два ряди. Окремі кам'яні брили важать 15—20 пудів. Простір між брилами заповнювалося дрібним уламковим матеріалом. Ширина огорож досягала 0,5-1 м, висота — до 1 метра.
У науці існують різні думки з приводу призначення ацангуар. Одні вважають, що огорожі служили пунктами укриття в негоду й утримували сніг. Інші, зокрема абхазький етнограф Ц. Н. Бжанія, вивчивши докладно ацангуари, дійшов висновку, що в раннє середньовіччя ці огорожі служили загонами для дрібної рогатої худоби.
Проте, не існує єдиної думки, що було головним заняттям стародавніх скотарів — козівництво чи вівчарство. Ймовірніше, що основним заняттям було вівчарство, оскільки низькі огорожі не могли б утримати кіз. Про це свідчить й те, що пастухи кіз, щоб мати можливість кип'ятити молоко, повинні були влаштовувати стоянки в таких місцях, де є рослинність, якою можна скористатись як дровами, а ацангуари зазвичай знаходяться далеко від лісу, в пустельних високогірних місцях, де пасуться в основному тільки вівці.
Біля житлових споруд знайдено культурні залишки, які дають уявлення про господарсько-побутову діяльність. Про зайняття гончарством свідчать уламки керамічного посуду, більшість яких становлять великі (висота до 40 см, діаметр до 35 см) корчаги та горщики, виготовлені з темно-коричневої, добре розмішаної жирної глини, багатої на домішки товченого вапняку й інших компонентів, що вигорають при випалюванні й надають виробу пористості та легкості. В такому посуді можна було зберігати охолоджені молочні продукти. Кістковий матеріал з ацангуарів, згідно з визначенням професора Н. І. Бурчак-Абрамовича, більшістю представляє овець та кіз і, набагато рідше, корів та коней. Весь археологічний матеріал датується раннім середньовіччям (в рамках VI—X ст.). Широке поширення пастуших будівель у субальпійській і альпійській зоні Абхазії та в прилеглих районах Західного Кавказу свідчить про існування в цей період розвиненого скотарського господарства, якому під силу було освоєння високогірних пасовищ та зведення довготривалих жител і огорож.
Як показують матеріали з ацангуар Абхазії, а також з ранньосередньовічних гірських укріплень (Псху, Ачипсе, Пслух та ін), переломний етап затвердження певної спеціалізації господарства збігався з виникненням і розвитком першого місцевого державного утворення — ранньофеодального Абхазького царства (VIII—X ст.), створеного на базі більш ранніх древньоабхазских політичних утворень — Абазгії, Апсилії і Санігії. До заключної стадії існування яких напевно відносились найбільш ранні ацангуари. У XI—XII ст. внаслідок якихось соціально-економічних зрушень і можливої зміни клімату альпійська зона Абхазії порожніє. У всякому разі в ацангуарах не виявлені сліди життєдіяльності пастухів ні в цей, ні в більш пізній період (аж до кінця XIX ст.) Матеріали, виявлені в деяких пізніх ацангуарах, свідчать про те, що роль житла пастухів була не актуальною, а поселення перетворилися на місця для жертвоприношень гірським духам.

## Версії походження
Оскільки споруди не перевищували часом і півтораметрової висоти, виникає питання: як могли звичайні люди проживати або навіть просто ночувати в таких низьких приміщеннях? Це питання привело до виникнення місцевих легенд про те, що у високогірній частині Абхазії понад тисячу років тому проживало ціле плем'я карликів. Згідно з легендою, ацани були могутніми карликами й перебували у ворожих стосунках з нартами:
У ті далекі часи в горах не було ні вітру, ні дощу, ні снігу, ні граду. Ніщо не турбувало ацанів, нікого не визнавали, навіть Бога не знали вони. Ацани були козівники, причому своїх довгобородих кіз вони містили в особливих кам'яних огорожах — ацангуарах. Але прийшов кінець і ацанам, і ось як це сталося. Одного разу, коли ацани сиділи в свій фортеці ацангуарі, до них з неба спустилося немовля в золотій колисці. Зраділи ацани, виховали хлопчика, який ріс не по днях, а по годинах. Коли підріс, він запитав своїх вихователів: — Ви, як я бачу, не знаєте страху, але невже нічого перемогти вас не може? — Хіба тільки якщо ватний сніг піде і загориться на землі, нічого більше нам не страшно, — відповіли ацани. І раптом юнак зник. У цей час «великий батько» ацанів зауважив, що в одного козла борода, яка доходила до землі, починає ворушитися. Страшний неспокій охопив мудрого карликового старця. — Діти мої, на біду, виявляється, виховали ми цю людину. Вона послав нам загибель, — сказав старий, вказуючи на козла, у якого від вітру все більш тряслася борода. Вітер дужчав і випав глибокий ватний сніг, запалився він і все вмить згоріло.
І зник з землі прославлений рід ацанів. Залишилися в горах тільки руїни з кам'яних споруд.
У народному епосі черкесів також можна зустріти легенду про сусідній міфічний народ карликів:
… колись на західному Кавказі жили карлики під назвою спи. У них зайці служили як верхові коні, а велетні (ініж) перебували в становищі робітників. Жили вони зі своїми кіньми-зайцями у дольменах (по-черкеськи «спун», тобто «житло карликів»), які були збудовані для них велетнями …
Радянський археолог М. М. Іващенко вважав, що самі огорожі могли символізувати сонце.